# Thomas Byström
Thomas Byström   (Estocolm, 27 de novembre de 1893 - 22 de juliol de 1979) va ser un genet suec que va competir durant les dècades de 1920 i 1930.
El 1932 va prendre part en els Jocs Olímpics de Los Angeles, on va disputar dues proves del programa d'hípica amb el cavall  Gulliver. Va guanyar la medalla de plata en la prova de doma per equips i fou quart en la de doma individual.